# ستيفان كوليف
ستيفان كوليف (بالبلغارية: Стефан Колев)‏ هو لاعب كرة قدم ومدرب كرة قدم بلغاري في مركز الدفاع، ولد في 11 أكتوبر 1966 في صوفيا في بلغاريا. لعب مع سسكا صوفيا وسلافيا صوفيا وليفسكي صوفيا ونادي سبارتاك بليفين ونادي شومن للمحترفين 2010 ونادي ليتكس لوفتش.